# 昊天上帝
昊天上帝（こうてんじょうてい）は、中国神話・儒教祭祀体系における至高神。天そのものを神格化した非人格的存在で、「天帝」「皇天上帝」などの変遷名称を持つ。前漢から清代まで歴代王朝の郊祀儀礼において国家祭祀の中核を構成した。

## 概要
- 宇宙原理と倫理審判の二重性を有する抽象神

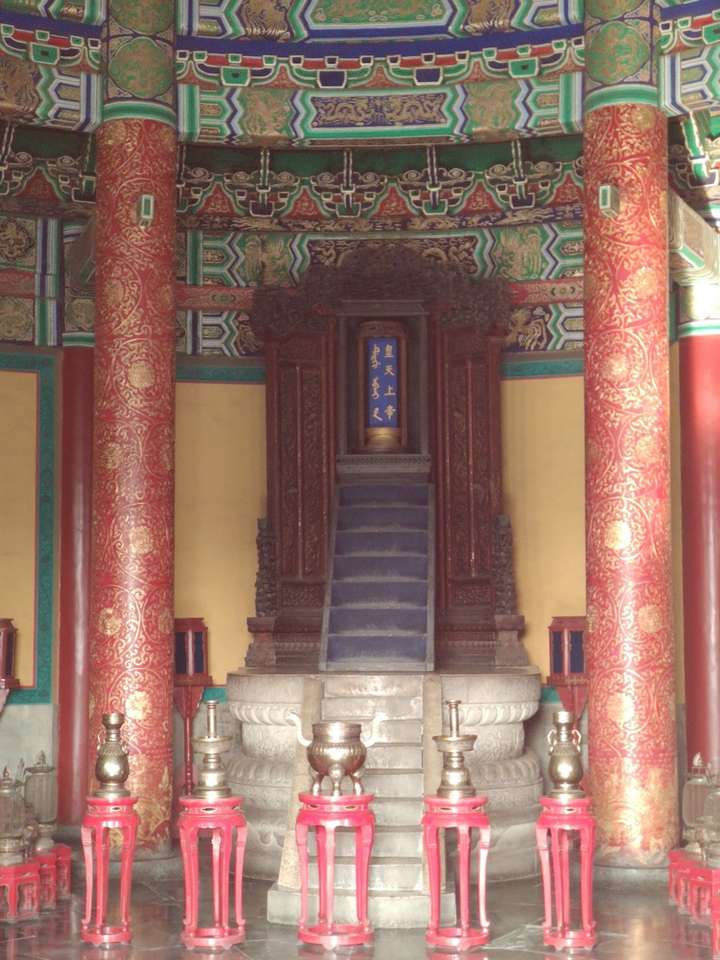
北京天壇祈年殿（明代に建立された昊天上帝祭祀の場）

- 皇帝が冬至に南郊円丘で執行する郊祀の主祭神
- 玉皇大帝との神学的位置づけの差異（後述）

## 宗教上・哲学上の意義
昊天上帝は、王朝の正統性を天から授かる「天命」思想の核心として、皇帝（天子）による独占的な国家祭祀、特に郊祀の対象であり、その祭祀は王朝の存続と天下の安寧を祈る最重要儀礼であった。その役割は単なる最高神を超え、儒教及び中国伝統思想における宇宙論の根幹を成す存在である。
古来より昊天上帝は、万物（森羅万象）の生成と存在の究極的な根拠（存在理由）であり、宇宙全体の秩序（天道・天理）と人間社会の道徳規範（倫理）の絶対的な源泉かつ主宰者と認識されてきた。『礼記』「礼運」篇には「故に人は其の父を本とし、祖に遡り、尊ぶこと上を極む。故に王者、其の祖を太祖とし、天を配す。諸侯、其の国を本とし、祖を太祖とす。」とあり、また「是故に礼は其の初を本とす。飲食の道是なり。…故に天を本として上に法る。」と述べ、天（昊天上帝）が万物の根源であり、礼制の究極の模範であることを示す。前漢の大儒である董仲舒の著作『春秋繁露』では「天者、百神之大君也。」（天は百神の大君なり）と述べるとともに、「天者、万物之祖、万物非天不生。」（天は万物の祖なり、万物は天によらざれば生ぜず）と明確に昊天上帝を万物創生の根源として位置づけている。自然現象の運行、王朝の興亡、個人の吉凶禍福に至る一切の事象は、その超越的な意志と法則（天命）に従うとされた。
その本質は人格的な意志や感情、具体的な姿形を持つ神々（民間信仰の神など）とは根本的に異なり、昊天上帝は「天」そのものの抽象的な原理・法則・意志として理解される傾向が強かった。『論語』「陽貨」篇に孔子が「天何をか言わんや。四時行なわれ、百物生ず。天何をか言わんや。」と述べたように、その存在は人格的な発話や啓示を超えた恒常的な運行と生成の原理そのものである。『周易』「繫辭上傳」の「形而上者謂之道、形而下者謂之器。」（形而上なる者これを道と謂い、形而下なる者これを器と謂う）の思想とも通じ、昊天上帝は形而上の領域、すなわち現象世界を超越した絶対的な秩序と実在の根源として捉えられた。それは太初より存在する恒久不変の根元であり、万物がそれによって生じ、それに依拠して存続する究極の基盤（『礼記』「孔子閒居」篇：「天有四時、春秋冬夏、風雨霜露、無非教也。地載神氣、神氣風霆、風霆流形、庶物露生、無非教也。」に見られる生成の連鎖の源泉）であった。この意味において、昊天上帝は中国哲学における「存在の究極的根拠」そのものと解釈しうる。

## 名称と思想史的変遷

### 原初形態（殷～周）
殷代（紀元前16～11世紀）
- 甲骨文（殷墟出土）に「帝令雨」「帝其陟」等の記載
- 自然神性：降雨・戦争・疾病の支配者
- 祭祀法：燎祭（犠牲焼却による煙祭祀）

周代（紀元前1046～256年）
- 『詩経・大雅』皇矣篇に「皇矣上帝、下民を監る」の倫理神観念
- 「天命靡常」思想の確立（『尚書・康誥』）

### 神学体系化（漢～唐）
| 時代 | 特徴                                                  | 典拠文献                      |
| ---- | ----------------------------------------------------- | ----------------------------- |
| 前漢 | 董仲舒による天人相関説確立 武帝期に太一信仰と習合     | 『春秋繁露』 『史記・封禅書』 |
| 唐代 | 『大唐開元礼』で祭祀法制化 道教の玉皇大帝信仰との併存 | 『唐会要』巻九                |

### 宋明期の変容
- 北宋真宗期（1015年）：玉皇と昊天上帝の一時的同一視詔書発布→儒臣反発で撤回[7]
- 明嘉靖帝（1530年）：天地分祀改革で天壇祭祀を純化[8]

## 祭祀儀礼の構造

### 唐代圜丘祭の流程
1. 斎戒：祭前三日間の皇帝沐浴斎戒
2. 陳設：円丘最上層に神座を設置
3. 燔燎：青色の牛を焼却し煙で天に通達
4. 奠玉帛：蒼璧（青玉）と玄繒（黒絹）を献上

### 供物の象徴体系
| 品目 | 象徴意義           | 典拠               |
| ---- | ------------------ | ------------------ |
| 蒼璧 | 天の円形・東方の色 | 『周礼・春官宗伯』 |
| 玄酒 | 太古の質朴         | 『礼記・礼運篇』   |

## 玉皇大帝との関係史
- 神学的位置差異：
  - 昊天上帝：儒教の非人格的宇宙原理
  - 玉皇大帝：道教の人格的行政神
- 混淆過程：
  - 唐代：道教経典が「昊天金闕至尊玉皇上帝」と称して借用（『雲笈七籤』巻三）
  - 元代雑劇：『西遊記』原型で玉皇が天帝として描写

## 現存する物質文化
- 世界遺産天壇（北京）：
  - 祈年殿の龍井柱：4本（四季）＋12本（月）＋12本（十二時辰）
  - 三層円壇：天円地方思想の具現化[9]
- 故宮博物院蔵藍釉描金雲龍紋豆：乾隆帝期の祭祀用青磁器（1736-1795年製作）